# Melanie Marschke

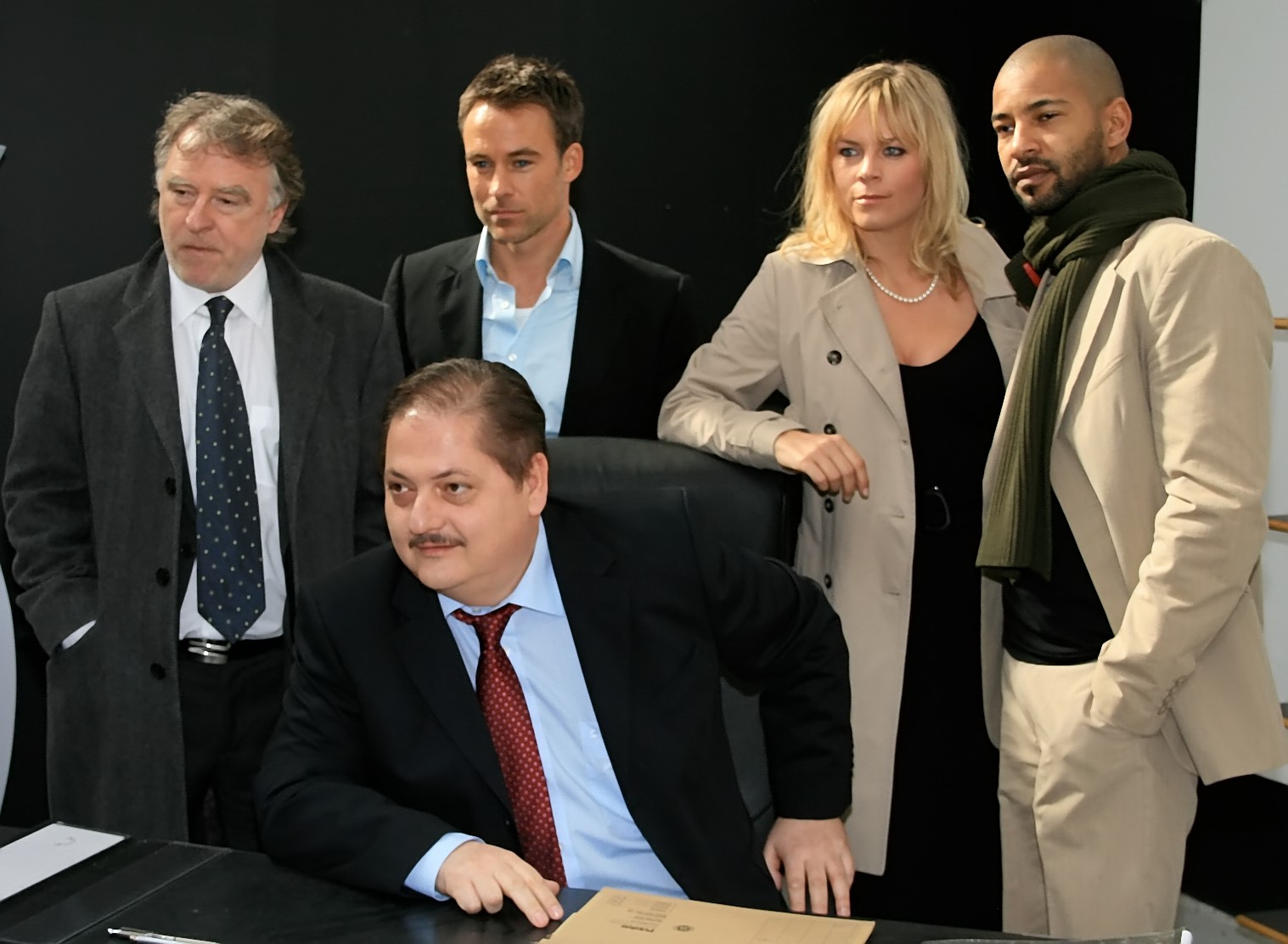
Melanie Marschke

Melanie Marschke (n 3 decembrie 1969 în Lübeck) este o actriță germană. 

## Biografie
După bacalaureat între anii 1991 - 1994 a studiat artele dramatice în Hamburg. Melanie devine cunoscută prin serialul de televiziune german "SOKO Leipzig" unde joacă rolul polițistei Ina Zimmermann. Ea trăiște din 2005 împreună cu soțul ei Hartmut Beyer și fiul ei Finn-Oscar, în Leipzig. Melanie Marschke s-a lăsat fotografiată pe ștrandul din Teneriffa, de o revistă playboy publicată în martie 2009.